# Sikh (groupe)
Pour les articles homonymes, voir Sikh (homonymie).
Sikh est un groupe de nu metal français, originaire de Cannes, dans les Alpes-Maritimes. Leur discographie compte à ce jour deux albums et une démo, un premier album Sikh, et un second intitulé One More Piece. Le groupe se sépare en 2010.

## Biographie
Sikh est formé en 2001 par Charles et Nico, qui sont tous deux guitaristes. Ils sont rapidement rejoints par un batteur, ce qui leur permet d'enregistrer une démo et quelques titres. Ce batteur est remplacé définitivement dès 2002 par Gaël. Cette même année, en 2002, à partir de novembre le groupe se produit dans des pubs niçois et des « tremplins ». En 2003, Sikh sort une démo auto-produit, intitulé Reset.Diagnosis, participe aux Class'rock en juin, et fait les ouvertures pour Watcha et Tripod. En septembre, Fabien le bassiste zélé quitte le groupe pour raisons professionnelles, il est remplacé par BoZ Ex-Muska-D. 
En 2004, Sikh ouvre pour Pleymo à Nice, et en septembre pour AqME. Ils commencent aussi l'enregistrement de leur premier album, intitulé Sikh, qu'ils sortiront en octobre 2005, et qui est mixée par des membres de Watcha. Ce premier album se compose de dix morceaux, dont un entièrement instrumental. En 2006, ils entament une tournée avec Hed PE, réalisent un clip pour leur titre Malingo et commencent à travailler sur un second album. 
En janvier 2007, ils jouent au Coconuts de Romont. Le mois de novembre 2007 marque la sortie du second album du groupe, One More Piece, ainsi que la diffusion d'une série de vidéos sur l'enregistrement de cet album, série de vidéos nommée My Balls. Le second album, publié au label Dirty8, se compose de onze chansons. La série My Balls retrace l'enregistrement de cet album par épisodes d'une dizaine de minutes. Les vidéos sont disponibles sur la page Myspace du groupe. Cette année-là, Roswell Ex-Eths remplace Boz au poste de bassiste. Entre 2008 et 2009, le groupe fait de nombreuses tournées sous le label Dirty8 (The Haunted, Absurdity, Hollow Corp, Black Bomb A, Housebound, Superbutt, X-Vision, S-Core...) pour la promotion de l'album One More Piece.
En 2010, les membres du groupe se séparent et décident de se consacrer à leurs projets respectifs.